# Чокморов, Алмаз Намырбекович
Алмаз Намырбекович Чокморов (18 января 1954) — советский футболист, нападающий. Мастер спорта СССР. Лучший бомбардир клуба «Алга» в первенствах СССР (116 голов).

## Биография
Воспитанник фрунзенского футбола, первый тренер — Владимир Павлович Коробченко. Играл за юношескую сборную СССР.
Во взрослом футболе дебютировал в 1972 году в составе «Алги» в первой лиге, где практически сразу стал основным игроком, сыграв за первые два сезона 59 матчей.
В 1974 году перешёл в «Пахтакор». Дебютный матч в высшей лиге сыграл 18 июня 1974 года против одесского «Черноморца», заменив на 85-й минуте Анатолия Могильного. Всего в высшей лиге сыграл два матча и ещё в ходе сезона 1974 года вернулся в «Алгу».
Продолжал выступать за «Алгу» до 1984 года, сыграв в первенствах СССР в первой и второй лигах несколько сотен матчей и забив 115 (по другим данным — 116) голов. Победитель (1974, 1978) и призёр зональных турниров второй лиги. Участник футбольного турнира Спартакиады народов СССР 1979 года в составе сборной Киргизской ССР. Считается одним из лучших футболистов Киргизии XX века, лучший бомбардир «Алги» в советских первенствах.
После окончания игровой карьеры работал начальником команды «Алга» (1985—1991), затем до 1996 года — президентом клуба. Впоследствии работал в бизнес-структурах.
В современной Киргизии образован символический клуб бомбардиров имени Алмаза Чокморова для футболистов, забивших более 100 голов в официальных матчах. Однако в зачёт клуба идут только голы, забитые после обретения независимости страны, поэтому сам Алмаз Чокморов в состав клуба не входит.

## Личная жизнь
Супруга Татьяна, двое детей — сын Эрик и дочь Анна, есть внуки.
Брат Марс (1950—2006) тоже был футболистом, сыграл более 200 матчей за «Алгу». Также есть сестра Венера. Отец, Намырбек Чокморов, работал журналистом.

## Достижения
- Медаль «Данк» (2001)[3]
- Грамота Кыргызской Республики (1993)[3]